# Outsidern
Den här artikeln handlar om en bok. För singeln med samma namn se Thirteenth Step
Outsidern (engelska: The Outsider) är en bok av  Colin Wilson utgiven i England 1956. Det var hans debut som författare och boken översattes till svenska av Nils Holmberg 1959.

## Bokens koncept
Wilson försöker i Outsidern genom livsöden och verk av H.G. Wells (Mind at the End of its Tether), Franz Kafka, Albert Camus, Jean-Paul Sartre, T.S. Eliot, Ernest Hemingway, Harley Granville-Barker (The Secret Life), Herman Hesse, T.E. Lawrence, Vincent Van Gogh, Wacław Niżyński, George Bernard Shaw, William Blake, Friedrich Nietzsche, Fjodor Dostojevskij och Georgij Gurdzjijev att analysera outsiderns psyke, undantagsmänniskans som står utanför konventionerna. Han vill ta reda på hur outsidern påverkar samhället och hur samhället påverkar outsidern. Framför allt var hans syfte att genom en syntes av alla olika alternativ ge livet mening.[källa behövs]

## Mottagande och betydelse
I ännu högre grad än den påföljande Religion and the Rebel hade Outsidern ett enormt inflytande på sin samtids brittiska ungdomsgeneration, som hade upptäckt existentialismen: beatgenerationen och de arga unga männen. Mottagandet i pressen var mera blandat, men Wilson fick i alla fall en hög litterär status, som med tiden sjönk allt eftersom han mer och mer ägnade sig åt ockultism och kriminalromaner med filosofiskt/ockult prägel.

## Innehåll
Namnen på kapitlen  ger ett intryck av verkets uppbyggnad:
- De blindas land
- En värld utan värden
- Den romantiska outsidern
- Försök att  vinna kontroll
- Smärttröskeln
- Frågan om identitet
- Den stora syntesen
- Outsidern som visionär
- Utanför cirklarna

Boken  börjar med en beskrivning  av alienation, fast ej i marxistiska termer, utan mera utifrån en existensialistiskt synvinkel. Man kan i många av fallen även använda begreppet anomi framför alienation. I denna första fas använder Wilson Franz Kafka (Slottet och Processen) Albert Camus (Främlingen), Jean-Paul Sartre (Äcklet), T.S. Eliot, Ernest Hemingway och Harley Granville-Barker som exempel på olika orsaker till alienation och olika sätt att uppleva alienation.  I Den romantiska outsidern  behandlar han mera esoteriska beskrivninger av alienation: Herman Hesses Stäppvargen, T.E. Lawrences Vishetens sju pelare: en triumf och Vincent Van Goghs efterlämnade skrifter och biografier om konstnären. På detta stadium skriver Wilson mycket om självmord som lösning på alienationsfrågan. I de nästföljande kapitlen framför han olika alternativ till att uppnå mening. Med hjälp av Niżyński, George Bernard Shaw, William Blake, Nietzsche och Dostojevskij tar han för sig allt från nihilism till religiös extas, hela tiden med fokus på de som rör sig utanför cirklarna. I de tre sista kapitlen försöker han sig på en stor syntes av alla dessa  delar av insikt som han menar att många av de författare han tagit upp har bidragit med. Här begagnar sig Wilson bland annat av  Georgij Gurdzjijev. När han inte blev tagen helt på allvar av etablissemanget, var det nog inte minst till följd av enskilda formuleringar i denna sista del, så som ”Every day is a Christmas day”.